# Попов, Вячеслав Алексеевич
Вячесла́в Алексе́евич Попо́в (род. 22 ноября 1946, Луга) — российский военачальник, адмирал (12.06.1999). Командующий Северным флотом (1999—2001).

## Биография

### Ранние годы
Родился в Луге (Ленинградская область) в семье командира артиллерийского дивизиона майора Алексея Попова, участника Великой Отечественной войны. Вячеслав Попов — старший из трёх братьев, каждый из которых в будущем стал командиром подводной лодки. В детские годы жил в посёлке Нижние Осельки Всеволожского района, учился в средней школе посёлка Кузьмоловский.
Полтора года проучился в Ленинградском политехническом институте имени М. И. Калинина на факультете радиоэлектроники (1964—1965). После трёх семестров ушёл из института, приняв решение стать командиром подводной лодки. Полгода проработал кочегаром на паровозе.

### На военной службе

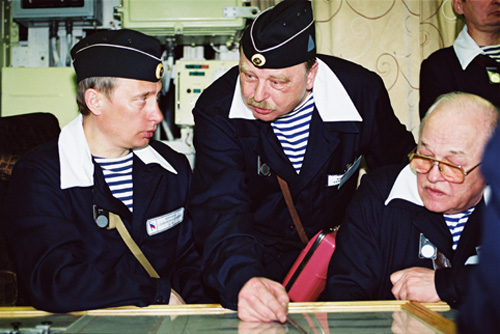
В. Путин, командующий Северным флотом В. Попов и министр обороны И. Сергеев на подводной лодке «Карелия»,
6 апреля 2000 года

В 1966 году вместе с младшим братом Владимиром поступил в Высшее военно-морское училище имени М. В. Фрунзе. На втором курсе женился (жена Елизавета). Окончил училище в 1971 году.
Проходить службу начал в Гаджиево: командиром электро-навигационной группы БЧ-1 подводной лодки «К-32», командиром БЧ-1 подводной лодки «К-137», помощником командира подводной лодки «К-420» Северного флота (1971—1975).
С 1975 по 1976 год — слушатель Высших специальных офицерских классов ВМФ. Проходил службу: помощником командира подводной лодки «К-423», старшим помощником командира подводной лодки «К-214», старшим помощником командира подводной лодки «К-137» (1976—1981), командиром подводной лодки «К-245» (12.06.1981 — 29.10.1983), командиром подводной лодки «К-137» (29.10.1983 — 26.07.1986).
В 1986 году заочно окончил Военно-морскую академию имени Маршала Советского Союза А. А. Гречко, а в 1994 году — Высшие академические курсы Военной академии Генерального штаба Вооружённых сил Российской Федерации.
Служил заместителем командира 31-й дивизии подводных лодок (26.07.1986 — 08.1989), командиром 19-й дивизии подводных лодок (08.1989 — 08.1991), 1-м заместителем командующего 11-й флотилией подводных лодок (08.1991 — 10.1993), командующим 3-й флотилией подводных лодок (октябрь 1993 — апрель 1996) Северного флота, 1-м заместителем командующего Балтийским флотом (апрель — 20 ноября 1996), начальником штаба Северного флота (20.11.1996 — 29.01.1999).
С 29 января 1999 по 15 декабря 2001 года — командующий Северным флотом ВМФ России.
12 июня 1999 года В. А. Попову присвоено воинское звание адмирал.
Участник 25 дальних морских походов.

### Гибель подводной лодки «Курск»
Имя адмирала В. А. Попова тесно связано с событиями августа 2000 года, когда в Баренцевом море затонула атомная подводная лодка «Курск» Северного флота. Адмирал В. А. Попов возглавлял операцию по спасению подлодки. Публично, по центральному телевидению, принёс извинения родным и близким погибших.
В 2000 году адмирал В. А. Попов произнёс такую фразу: «Я всю свою жизнь посвящу тому, чтобы взглянуть в глаза человеку, который всё это устроил». В 2005 году, когда прошло 5 лет со дня гибели подлодки, в одном из своих интервью уже бывший командующий флотом на вопрос корреспондента о гибели АПЛ «Курск» сказал: «Я знаю правду о „Курске“, но ещё не пришло время её рассказать».
Тем не менее, во флотских кругах существует и другое мнение. Так, вице-адмирал Валерий Дмитриевич Рязанцев (член комиссии по расследованию причин катастрофы АПЛ «Курск», 25 лет служил на подводных лодках Тихоокеанского флота, в данный момент заместитель начальника Главного управления боевой подготовки ВС РФ (по военно-морскому флоту) написал в 2005 году книгу «В кильватерном строю за смертью». Она посвящена трагедии АПЛ «Курск» и предпосылкам, унёсшим жизни 118 человек. В книге дан подробный анализ действий экипажа, флотских начальников и спасателей. Исходя из представленной в книге картины, адмирал В. А. Попов и ряд других начальников Северного флота и ВМФ несут непосредственную ответственность за безобразную учебно-боевую подготовку на флоте, пренебрежение требованиями безопасности уставных документов ВМФ и предписаниями Главного штаба ВМФ при проведении учений и личную некомпетентность при управлении средствами флота во время спасательной операции АПЛ «Курск», граничащую с преступной халатностью.

### В отставке

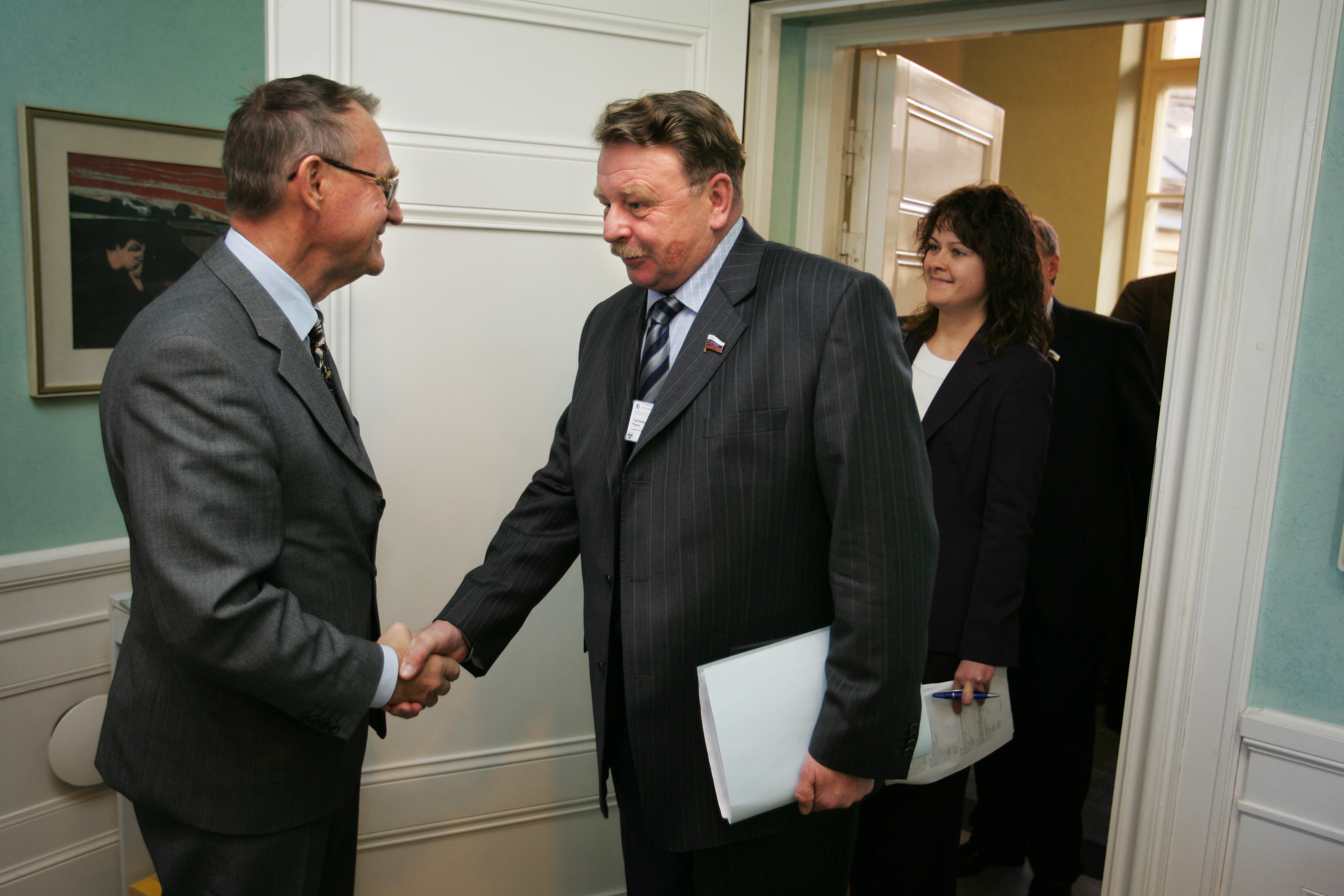
Вячеслав Попов, 2 ноября 2004 года

После отставки с поста командующего Северным флотом назначен начальником управления экологии и снятия с эксплуатации ядерных объектов Минатома.
С 4 января 2002 по 15 декабря 2011 года — представитель в Совете Федерации Федерального собрания Российской Федерации от Мурманской областной Думы. Заместитель председателя Комитета Совета Федерации по обороне и безопасности. В дальнейшем — председатель комиссии Совета Федерации по национальной морской политике.
Член Морской коллегии при Правительстве Российской Федерации. Руководитель Межведомственной комиссии по морскому наследию.
Депутат Мурманской областной думы V—VI созывов с 2011 года. Заместитель председателя комитета по вопросам безопасности, военно-промышленного комплекса, делам военнослужащих и закрытых административно-территориальных образований. Член комитета по транспорту, дорожному хозяйству и информатизации.
Член партии «Единая Россия».

## Награды
- Орден Красной Звезды,
- Орден «За службу Родине в Вооружённых Силах СССР» III степени,
- Орден «За военные заслуги» (1999).
- Почётный знак «За заслуги» Морской коллегии при Правительстве Российской Федерации (21 декабря 2016 года)[13]
- Почётный гражданин города Гаджиево Мурманской области.